# CYP2A6
سیتوکروم P450 2A6 (اختصاری CYP2A6) عضوی از سیستم اکسیداز سیتوکروم پی ۴۵۰ با عملکرد ترکیبی است که در متابولیسم بیگانه‌زیست‌ها در بدن نقش دارد. CYP2A6 آنزیم اصلی مسئول اکسیداسیون نیکوتین و کوتینین در بدن است و همچنین در متابولیسم چندین دارو، مواد سرطان‌زا و تعدادی از آلکالوئیدهای نوع کومارین نقش دارد.